# 여신이문록 데빌 서바이버
《여신이문록 데빌 서바이버》(일본어: 女神異聞録 デビルサバイバー)는 여신전생시리즈의 외전이자 데빌 서바이버 시리즈의 첫 작품이다. 아틀러스가 제작했으며 닌텐도 DS 플랫폼용으로 2009년 1월 15일 발매되었다. 2011년 8월 25일, 닌텐도 3DS에 데빌 서바이버 오버 클럭이라는 이름으로 이식되었다. 한국에는 발매되지 않았다.

## 개요
여신이문록 데빌 서바이버는 악마가 출현해 봉쇄된 도쿄에서 살아남는 7일간을 묘사하는 RPG 게임이다. 여신이문록 페르소나에 붙어있는 '여신이문록'이라는 부제가 있으나 딱히 닮은 부분은 없다.

## 시스템
악마합체
악마합체는 COMP의 '사교의 관.exe' 프로그램에서 지원하며, 이전 작품들과 다르게 합체할 악마의 재료를 검색할 수 있고, 합체 시에 계승하는 스킬을 선택할 수 있다. 단, 이 작품에서는 다른 작품과 달리 2신 합체만이 가능하다.
종족특유스킬
모든 악마는 액티브 스킬 3개, 패시브 스킬 3개, 그리고 악마의 종족마다 다른 '종족특유스킬'을 가지고 있다. 종족특유스킬은 효과가 다양하며, 각기 다른 능력으로 전투를 유리하게 이끌 수 있다.
인간 캐릭터에게는 종족특유스킬 대신 'S'라는 이름이 붙어 있는 '선제발동스킬'이 존재한다. 선제발동스킬은 전투 시작 등 많은 상황에서 우선시되어 효과가 발동한다.
데빌 옥션
악마설득 대신 추가된 시스템으로, 여러 악마가 경매에 있으며 이에 참가해 그 악마를 살 수 있다. 경매에 참가하지 않고 바로 일정 금액을 지불해 악마를 살 수도 있다. 데빌 옥션에 참가하는 다른 NPC는 여신전생 시리즈의 다른 등장인물이 많다.
스킬 크랙
전투하기 전 적의 한 스킬을 파티마다 지정할 수 있으며, 그 파티가 선택한 적을 격파하면 해당 파티에 그 스킬을 쓸 수 있도록 할 수 있는 시스템이다. 이 시스템을 이용해 통상적으로 스킬을 쓸 수 없는 인간 멤버들에게 자유롭게 스킬을 배우게 할 수 있다. 단, 스킬을 크랙할 시에는 일정 이상의 수치를 가진 2개의 능력치 수준을 가지고 있어야 한다.
엑스트라 턴
진 여신전생 3 녹턴의 프레스 턴 배틀을 계승한 시스템. 전투 중 약점이나 치명타를 가하면 '엑스트라 턴'이 발생해 모든 전투 행동이 종료되었을 때 한 번 더 행동을 할 수 있다.
단, 상대 쪽에서 약점을 찔러도 엑스트라 턴이 발생하며, 우리 쪽이 엑스트라 턴을 이미 가지고 있는 경우에는 엑스트라 턴을 뺏길 수도 있기 때문에 전략적인 플레잉이 요구된다.

## 등장인물

### 파티 리더 캐릭터
주인공 (기본이름없음/ 만화판-미네기시 카즈야(峰岸一哉), 아카츠키 히로(暁 陽色))
성우- 미즈시마 타카히로
본작의 주인공으로 고등학교 2학년.
키하라 아츠로우(木原 篤郎)
성우- 아베 아츠시
고등학교 2학년이며 고등학교에서 만난 주인공의 친구. 언제나 주인공의 말이라면 군소리 없이 따라주는 예스맨같은 캐릭터. 부모님이 맞벌이라 집에 혼자 있을 때가 많아, 자연스럽게 IT 계열에 빠져들었다. 중학교에는 이지메를 당한 적도 있었으나, 케이스케 덕분에 그럭저럭 잘 보낼 수 있었다고 한다.
타니카와 유즈(谷川 柚子)
성우- 드라마 CD-치하라 미노리, 오버 클럭-카와스미 아야코
고등학교 2학년이며 주인공의 소꿉친구. 아츠로우가 붙인 별명은 이름인 '유즈'를 훈독으로 읽은 '소데코'. 주인공을 내심 좋아하며, 평범한 여고생이기에 주인공 일행 중 정신적으로 가장 많이 피해를 겪는다.
나오야(直哉)
성우- 드라마 CD-카미야 히로시, 오버 클럭-타니야마 키쇼
주인공의 사촌형으로, 어릴 적에 양친을 잃어 과거에 주인공과 같이 동거했다. 천재 프로그래머로 아츠로우는 나오야의 제자를 자칭하고 있다. 사건 초반부, 주인공 일행에게 악마소환 프로그램이 담긴 개조 COMP를 전해준다.
쿠즈류 아마네(九頭竜 天音)
성우- 드라마 CD-카노 유이, 오버 클럭-노토 마미코
신흥 종교 '상문회'의 무녀.
타카기 케이스케(高城 圭介)
성우- 드라마 CD-나루세 마코토, 오버 클럭-카지 유우키
아츠로우의 중학교 동창. 이지메를 심하게 당하고 있다.
코마키 미도리(小牧 翠)
성우- 드라마 CD-아스미 카나, 오버 클럭-이세 마리아
인기있는 넷 아이돌 '도리'.
모치즈키 마리(望月 麻里)
성우- 카와라기 시호
아츠로우의 전 가정교사로, 보건교사. 과거 자신의 남친이였던 카이도의 형을 잃었다.
니카이도 타다시(二階堂 征志)
성우- 드라마 CD-이토 켄타로, 오버 클럭-마미야 야스히로
카리스마 팀 '시부야 다이몬즈'의 리더. 별칭은 '카이도'. 과거 자신의 형을 잃었다.
카미야 에이지(神谷 詠司)
성우- 코니시 카즈유키
사악 프로스트(ジャアクフロスト)

## 평가
| 평가 |                  |
| --- | ---------------- |
| 통합 점수 통합사 점수 메타크리틱 84 (DS) [ 1 ] 78 (3DS) [ 2 ] 평론 점수 평론사 점수 1UP.com A− [ 3 ] 패미츠 33/40 [ 4 ] 게임프로 3.5/5 [ 5 ] 게임스팟 9/10 [ 6 ] [ 7 ] 게임스레이더+ 9/10 (3DS) [ 8 ] 게임존 8.0/10 [ 9 ] IGN 8.7/10 [ 10 ] 7.5 (3DS) [ 11 ] 닌텐도 라이프 8/10 (3DS) [ 12 ] RPGamer 4/5 (3DS) [ 13 ] |                  |
| 통합 점수 |                  |
| 통합사 | 점수             |
| 메타크리틱 | 84 (DS) 78 (3DS) |
| 평론 점수 |                  |
| 평론사 | 점수             |
| 1UP.com | A−               |
| 패미츠 | 33/40            |
| 게임프로 | 3.5/5            |
| 게임스팟 | 9/10             |
| 게임스레이더+ | 9/10 (3DS)       |
| 게임존 | 8.0/10           |
| IGN | 8.7/10 7.5 (3DS) |
| 닌텐도 라이프 | 8/10 (3DS)       |
| RPGamer | 4/5 (3DS)        |